# Ректоры Нижегородского государственного университета
Ректоры Нижегородского университета
| №  | Имя                                 | Начало полномочий | Окончание полномочий |
| -- | ----------------------------------- | ----------------- | -------------------- |
| 1  | Синицын, Дмитрий Фёдорович          | 1918              | 1919                 |
| 2  | Философов, Пётр Сергеевич           | 1919              | 1920                 |
| 3  | Завадский, Андрей Андреевич         | 1920              | 1924                 |
| 4  | Стойчев, Степан Антонович           | 1924              | 1926                 |
| 5  | Балахонов, Александр Геннадьевич    | 1926              | 1930                 |
| 6  | Шульпин, Пётр Иванович              | 1930              | 1938                 |
| 7  | Маньковский, Лев Александрович      | 1938              | 1938                 |
| 8  | Семенов, Василий Дмитриевич         | 1938              | 1939                 |
| 9  | Шеронин, Михаил Александрович       | 1939              | 1943                 |
| 10 | Воронцов, Евгений Михайлович        | 1943              | 1943                 |
| 11 | Яковлев, Александр Александрович    | 1943              | 1946                 |
| 12 | Мельниченко, Андрей Николаевич      | 1946              | 1952                 |
| 13 | Белкин, Александр Григорьевич       | 1952              | 1955                 |
| 14 | Широков, Владимир Иванович          | 1955              | 1961                 |
| 15 | Коршунов, Илья Алексеевич           | 1961              | 1969                 |
| 16 | Угодчиков, Андрей Григорьевич       | 1969              | 1988                 |
| 17 | Хохлов, Александр Фёдорович         | 1988              | 2003                 |
| 18 | Стронгин, Роман Григорьевич         | 2003              | 2008                 |
| 19 | Чупрунов, Евгений Владимирович      | 2008              | 2019                 |
| 20 | Марков, Кирилл Александрович (врио) | 2019              | 2020                 |
| 20 | Загайнова, Елена Вадимовна          | 2020              | 2023                 |
| 21 | Трофимов, Олег Владимирович         | 2023              | н. в.                |